# Code constructeur-WMI
Le code constructeur-WMI (« WMI » pour « World Manufacturer Identifier », en français : « Identifiant mondial de constructeur ») est un code d'identification attribué par la SAE International, un organisme international basé aux États-Unis, à chaque constructeur automobile.

## Lecture
Le code WMI est constitué de trois caractères, ce sont les premiers des 17 caractères du numéro d'identification de chaque véhicule, appelé « code VIN », « Numéro d'identification du véhicule », « Numéro dans la série du type » ou encore tout simplement « Numéro de série du véhicule ». Le VIN est mentionné à l'emplacement (E) sur les certificats d'immatriculations européens. Il est présent au moins 2 fois sur chaque véhicule, il est gravé sur la coque, appelé « Frappe à froid sur le châssis » et se retrouve également sur la « Plaque constructeur ».
Le WMI est constitué de trois caractères (lettres ou chiffres), attribués par l’autorité compétente du pays dans lequel le constructeur a son siège social, en accord  avec SAE International (Society of Automotive Engineers) située aux États-Unis :  
- le premier caractère désigne  une zone géographique. Par exemple : 1 pour les États-Unis, 2 pour le Canada, V pour la France ou l'Autriche, Z pour l'Italie, W pour l'Allemagne, etc. ;
- le second caractère désigne un pays à l’intérieur d’une zone géographique ;
- le troisième caractère désigne un constructeur spécifique,

par exemple, pour la zone géographique V qui regroupe l'Autriche, la France, l'Espagne, la Croatie et l'Estonie :
| VF1 | Renault France                |
| VF3 | Peugeot France                |
| VF4 | Talbot France                 |
| VF6 | Renault Trucks (Volvo) France |
| VF7 | Citroën France                |
| VF8 | Matra                         |
| VF9 | Bugatti,Hommell               |
| VFA | Alpine Renault                |
| VJ1 | Heuliez Bus                   |
| VJ2 | Mia Electric                  |
| VN1 | Opel (Utilitaires) France     |
| VNE | Irisbus (Bus) France          |
| VNV | Nissan (Utilitaires) France   |
| VNK | Toyota France                 |
| VR1 | DS Automobiles France         |
| VR3 | Peugeot France                |
| VR7 | Citroën France                |
| VSS | SEAT Espagne                  |
| VSX | Opel Espagne                  |
| VS6 | Ford Espagne                  |
| VS7 | Citroën Espagne               |
| VSG | Nissan Espagne                |
| VSA | Mercedes Espagne              |
| VSE | Santana Motors                |
| VWV | Volkswagen Espagne            |

Un constructeur dont la production est inférieure à 500 véhicules par an utilise le chiffre 9 comme troisième caractère, et les 12e, 13e et 14e caractères pour la seconde partie de l'identification.

## Liste des Zones/Codes pays
L'association du code pays au code de la zone permet d'obtenir une liste de code de deux caractères par pays
| A–H = Afrique | J–R = Asie | S–Z = Europe | 1–5 = Amérique du Nord                                                                                            | 6–7 = Océanie                                                                | 8–9 = Amérique du Sud |
| --- | --- | --- | --- | ---------------------------------------------------------------------------- | --- |
| AA-AH Afrique du Sud AJ-AN Côte d'Ivoire AP-A0 non attribué BA-BE Angola BF-BK Kenya BL-BR Tanzanie BS-B0 non attribué CA-CE Benin CF-CK Madagascar CL-CR Tunisie CS-C0 non attribué DA-DE Égypte DF-DK Maroc DL-DR Zambie DS-D0 non attribué EA-EE Éthiopie EF-EK Mozambique EL-E0 non attribué FA-FE Ghana FF-FK Nigeria FF-FK Madagascar FL-F0 non attribué GA-G0 non attribué HA-H0 non attribué | JA-J0 Japon KA-KE Sri Lanka KF-KK Israël KL-KR Corée du Sud KS-K0 non attribué LA-L0 Chine MA-ME Inde MF-MK Indonésie ML-MR Thaïlande MS-M0 non attribué NF-NK Pakistan NL-NR Turquie NS-N0 non attribué PA-PE Philippines PF-PK Singapour PL-PR Malaysie PS-P0 non attribué RA-RE Émirats arabes unis RF-RK Taiwan RL-RR Vietnam RS-R0 non attribué | SA-SM Grande-Bretagne SN-ST Allemagne SU-SZ Pologne S1-S0 non attribué TA-TH Suisse TJ-TP République Tchèque TR-TV Hongrie TW-T1 Portugal T2-T0 non attribué UA-UG non attribué UH-UM Danemark UN-UT Irlande UU-UZ Roumanie U1-U4 non attribué U5-U7 Slovaquie U8-U0 non attribué VA-VE Autriche VF-VR France VS-VW Espagne VX-V2 Yougoslavie V3-V5 Croatie V6-V0 Estonie WA-W0 Allemagne XA-XE Bulgarie XF-XK Grèce XL-XR Pays-Bas XS-XW Russie XX-X2 Luxembourg X3-X0 Russie YA-YE Belgique YF-YK Finlande YL-YR Malte YS-YW Suède YX-Y2 Norvège Y3-Y5 Bielorussie Y6-Y0 Ukraine ZA-ZR Italie ZS-ZW non attribué ZX-Z2 Slovénie Z3-Z5 Lituanie Z6-Z0 non attribué | 1A-10 États-Unis 2A-20 Canada 3A-3W Mexique 3X-37 Costa Rica 38-30 non attribué 4A-40 États-Unis 5A-50 États-Unis | 6A-6W Australie 6X-60 non attribué 7A-7E Nouvelle-Zélande 7F-70 non attribué | 8A-8E Argentine 8F-8K Chili 8L-8R Équateur 8S-8W Pérou 8X-82 Venezuela 83-80 non attribué 9A-9E Brésil 9F-9K Colombie 9L-9R Paraguay 9S-9W Uruguay 9X-92 Trinidad & Tobago 93-99 Brésil 90 non attribué |

## Liste des codes WMI
Voici une liste assez complète mais non exhaustive des codes WMI actuellement utilisés :
| Code WMI | Constructeur                                         |
| -------- | ---------------------------------------------------- |
| BRN      | SNVI Algerie                                         |
| CF3      | VOLTAMOTORS Maroc                                    |
| JMB      | Mitsubishi                                           |
| JA       | Isuzu                                                |
| JF       | Fuji Heavy Industries (Subaru)                       |
| JH       | Honda                                                |
| JK       | Kawasaki (motocycles)                                |
| JMZ      | Mazda                                                |
| JN       | Nissan                                               |
| JS       | Suzuki                                               |
| JT       | Toyota                                               |
| JYA      | Yamaha motorcycles                                   |
| KL       | Daewoo General Motors Corée du Sud                   |
| KM8      | Hyundai                                              |
| KMH      | Hyundai                                              |
| KNA      | Kia                                                  |
| KNB      | Kia                                                  |
| KNC      | Kia                                                  |
| KNM      | Renault Samsung                                      |
| L56      | Renault Samsung                                      |
| L5Y      | MERATO MOTORCYCLE Taizhou Zhongneng                  |
| LDY      | Zhongtong Coach, Chine                               |
| LKL      | Suzhou King Long, Chine                              |
| LRW      | Tesla (Gigafactory Shanghai)                         |
| LSY      | Brilliance Zhonghua                                  |
| LTV      | Toyota Tian Jin                                      |
| LVS      | Ford Chang An                                        |
| LZM      | MAN Chine                                            |
| LZE      | Isuzu Guangzhou, Chine                               |
| LZG      | Shaanxi Automobile Group, Chine                      |
| LZY      | Yutong Zhengzhou, Chine                              |
| MA3      | Suzuki Inde                                          |
| NLE      | Mercedes-Benz Camions Turquie                        |
| NM4      | Fiat-Tofaş Turquie                                   |
| NMT      | Toyota Turquie                                       |
| S2D      | Chrysler (Simca) France                              |
| SAL      | Land Rover                                           |
| SAJ      | Jaguar                                               |
| SAR      | Rover                                                |
| SB1      | Toyota UK                                            |
| SCC      | Lotus Cars                                           |
| SCE      | DeLorean Motor Cars N. Ireland (UK)                  |
| SDB      | Peugeot UK                                           |
| SFD      | Alexander Dennis UK                                  |
| SHS      | Honda UK                                             |
| SJN      | Nissan UK                                            |
| TMB      | Škoda Auto                                           |
| TMT      | Tatra                                                |
| TRA      | Irisbus Ikarus Bus                                   |
| TRU      | Audi Hongrie                                         |
| TSM      | Suzuki Hongrie                                       |
| UU1      | Renault Dacia Roumanie                               |
| VF1      | Renault France                                       |
| VF3      | Peugeot France                                       |
| VF4      | Talbot France                                        |
| VF6      | Renault Trucks (Volvo) France                        |
| VF7      | Citroën France                                       |
| VF8      | Matra                                                |
| VF9      | Bugatti                                              |
| VFA      | Alpine Renault                                       |
| VJ1      | Heuliez Bus                                          |
| VJ2      | Mia Electric                                         |
| VN1      | Opel (Utilitaires) France                            |
| VNV      | Nissan (Utilitaires) France                          |
| VNK      | Toyota France                                        |
| VR1      | DS Automobiles France                                |
| VR3      | Peugeot France                                       |
| VR7      | Citroën France                                       |
| VSS      | SEAT Espagne                                         |
| VSX      | Opel Espagne                                         |
| VS6      | Ford Espagne                                         |
| VSG      | Nissan Espagne                                       |
| VSE      | Santana Motors                                       |
| VWV      | Volkswagen Espagne                                   |
| WAU      | Audi                                                 |
| WUA      | Quattro GmbH (de) (Modèles sportifs Audi (Gamme RS)) |
| WBA      | BMW                                                  |
| WBS      | BMW M                                                |
| WDB      | Mercedes-Benz                                        |
| WDC      | DaimlerChrysler (annulé en 2006)                     |
| WDD      | McLaren / Mercedes-Benz (après 2005)                 |
| WF0      | Ford Allemagne                                       |
| WMA      | MAN                                                  |
| WMW      | MINI                                                 |
| WP0      | Porsche                                              |
| WP1      | Porsche                                              |
| W0L      | Opel                                                 |
| W0V      | Opel                                                 |
| WVW      | Volkswagen                                           |
| WV1      | Volkswagen LCV                                       |
| WV2      | Volkswagen Bus/Van                                   |
| XL9      | Spyker                                               |
| XLR      | DAF Trucks NV Netherland                             |
| XTA      | Lada/AutoVaz Russie                                  |
| YK1      | Saab                                                 |
| YS2      | Scania AB                                            |
| YS3      | Saab                                                 |
| YAR      | Toyota Motor Europ                                   |
| YV1      | Volvo Automobiles (Ford)                             |
| YV4      | Volvo Automobiles                                    |
| YV2      | Volvo Camions                                        |
| YV3      | Volvo Bus                                            |
| ZAM      | Maserati                                             |
| ZAP      | Piaggio/Vespa/Gilera                                 |
| ZAR      | Alfa Romeo                                           |
| ZCF      | Iveco                                                |
| ZCG      | Cagiva SpA                                           |
| ZDM      | Ducati Motor Holdings SpA                            |
| ZDF      | Ferrari Dino                                         |
| ZD4      | Aprilia                                              |
| ZFA      | Fiat Italie                                          |
| ZFC      | Fiat V.I. Italie                                     |
| ZFF      | Ferrari                                              |
| ZHW      | Lamborghini                                          |
| ZLA      | Lancia Italie                                        |
| ZOM      | OM Camions                                           |
| 1C3      | Chrysler USA                                         |
| 1D3      | Dodge USA                                            |
| 1FA      | Ford Motor Company USA                               |
| 1FB      | Ford Motor Company USA                               |
| 1FC      | Ford Motor Company USA                               |
| 1FD      | Ford Motor Company USA                               |
| 1FM      | Ford Motor Company USA                               |
| 1FT      | Ford Motor Company USA                               |
| 1FU      | Freightliner                                         |
| 1FV      | Freightliner                                         |
| 1F9      | FWD Corp.                                            |
| 1G       | General Motors USA                                   |
| 1GC      | Chevrolet Camions USA                                |
| 1GT      | GMC Camions USA                                      |
| 1G1      | Chevrolet USA                                        |
| 1G2      | Pontiac USA                                          |
| 1G3      | Oldsmobile USA                                       |
| 1G4      | Buick USA                                            |
| 1G6      | Cadillac USA                                         |
| 1GM      | Pontiac USA                                          |
| 1G8      | Saturn USA                                           |
| 1H       | Honda USA                                            |
| 1HD      | Harley-Davidson                                      |
| 1J4      | Jeep                                                 |
| 1L       | Lincoln USA                                          |
| 1ME      | Mercury USA                                          |
| 1M1      | Mack Truck USA                                       |
| 1M2      | Mack Truck USA                                       |
| 1M3      | Mack Truck USA                                       |
| 1M4      | Mack Truck USA                                       |
| 1N       | Nissan USA                                           |
| 1NX      | NUMMI USA                                            |
| 1P3      | Plymouth USA                                         |
| 1R9      | Roadrunner Hay Squeeze USA                           |
| 1VW      | Volkswagen USA                                       |
| 1XK      | Kenworth USA                                         |
| 1XP      | Peterbilt USA                                        |
| 1YV      | Mazda USA (AutoAlliance International) (Ford)        |
| 2C3      | Chrysler Canada                                      |
| 2D3      | Dodge Canada                                         |
| 2FA      | Ford Motor Company Canada                            |
| 2FB      | Ford Motor Company Canada                            |
| 2FC      | Ford Motor Company Canada                            |
| 2FM      | Ford Motor Company Canada                            |
| 2FT      | Ford Motor Company Canada                            |
| 2FU      | Freightliner                                         |
| 2FV      | Freightliner                                         |
| 2FZ      | Sterling                                             |
| 2G       | General Motors Canada                                |
| 2G1      | Chevrolet Canada                                     |
| 2G2      | Pontiac Canada                                       |
| 2G3      | Oldsmobile Canada                                    |
| 2G4      | Buick Canada                                         |
| 2HG      | Honda Canada                                         |
| 2HK      | Honda Canada                                         |
| 2HM      | Hyundai Canada                                       |
| 2M       | Mercury                                              |
| 2P3      | Plymouth Canada                                      |
| 2T       | Toyota Canada                                        |
| 2WK      | Western Star                                         |
| 2WL      | Western Star                                         |
| 2WM      | Western Star                                         |
| 3D3      | Dodge Mexique                                        |
| 3FE      | Ford Motor Company Mexique                           |
| 3G       | General Motors Mexique                               |
| 3H       | Honda Mexique                                        |
| 3MD      | Mazda Mexique                                        |
| 3N       | Nissan Mexique                                       |
| 3P3      | Plymouth Mexique                                     |
| 3VW      | Volkswagen Mexique                                   |
| 4F       | Mazda USA                                            |
| 4M       | Mercury                                              |
| 4S       | Subaru-Isuzu Automotive                              |
| 4T       | Toyota                                               |
| 4US      | BMW USA                                              |
| 4UZ      | Frt-Thomas Bus                                       |
| 4V1      | Volvo                                                |
| 4V2      | Volvo                                                |
| 4V3      | Volvo                                                |
| 4V4      | Volvo                                                |
| 4V5      | Volvo                                                |
| 4V6      | Volvo                                                |
| 4VL      | Volvo                                                |
| 4VM      | Volvo                                                |
| 4VZ      | Volvo                                                |
| 5F       | Honda USA-Alabama                                    |
| 5L       | Lincoln                                              |
| 5N1      | Nissan USA                                           |
| 5NP      | Hyundai USA                                          |
| 5T       | Toyota USA - camions                                 |
| 5YJ      | Tesla                                                |
| 56K      | Indian Motorcycle USA                                |
| 6F       | Ford Motor Company Australie                         |
| 6G2      | Pontiac Australie (GTO)                              |
| 6H       | General Motors-Holden                                |
| 6MM      | Mitsubishi Motors Australie                          |
| 6T1      | Toyota Motor Corporation Australie                   |
| 8A1      | Renault Argentine                                    |
| 8AG      | Chevrolet Argentine                                  |
| 8GG      | Chevrolet Chili                                      |
| 8AP      | Fiat Argentine                                       |
| 8AF      | Ford Motor Company Argentine                         |
| 8AD      | Peugeot Argentine                                    |
| 8GD      | Peugeot Chili                                        |
| 8A1      | Renault Argentine                                    |
| 8AK      | Suzuki Argentine                                     |
| 8AJ      | Toyota Argentine                                     |
| 8AW      | Volkswagen Argentine                                 |
| 93U      | Audi Brésil                                          |
| 9BG      | Chevrolet Brésil                                     |
| 935      | Citroën Brésil                                       |
| 9BD      | Fiat Automoveïs Brésil                               |
| 9BF      | Ford Motor Company Brésil                            |
| 93H      | Honda Brésil                                         |
| 9BM      | Mercedes-Benz Brésil                                 |
| 936      | Peugeot Brésil                                       |
| 93Y      | Renault Brésil                                       |
| 9BS      | Scania Brésil                                        |
| 93R      | Toyota Brésil                                        |
| 9BW      | Volkswagen Brésil                                    |
| 9FB      | Renault Colombie                                     |

### Code indicateur du véhicule  VIS
- Code national d'identification du type